# Große Laber
 (janvier 2016).
Si vous disposez d'ouvrages ou d'articles de référence ou si vous connaissez des sites web de qualité traitant du thème abordé ici, merci de compléter l'article en donnant les références utiles à sa vérifiabilité et en les liant à la section « Notes et références ».
La Große Laber est une rivière allemande de 87 km qui coule dans le land de Bavière. Elle est un affluent en rive droite du Danube.

## Géographie
Elle prend sa source près de Volkenschwand, coule vers le nord-est et passe dans les villes de  Rottenburg an der Laaber, Schierling et Rain.
Elle se jette dans le Danube près de Straubing.